# Šebešić
Šebešić je selo koja se nalazi 20 km od Subotice. Nekad je bio pustara.

## Povijest
Šebešić bilježi tragove naseljavanja iz starog vijeka. Nađeni su sarmatski nalazi.
16. kolovoza 1502. je dalmatinsko-hrvatski i slavonski ban Ivaniš Korvin pred zagrebačkim Kaptolom Mirko Terek (Imre Török) iz Enjinga dao u zalog utvrdu (castrum) Zabathku (Suboticu) i istoimeni grad (oppidum). Iznos zaloga bio je 10 tisuća forinta. Osim utvrde i grada Zabathke, u zalog mu je dao trgovišta Madaraš, Tavankut, Verušić i Šebešić. Drugi izvori tvrde da mu je Šebešić darovan i to 1504. godine Castrum Sabatka et possessiones Madaraš, Tavankut, Šebešić et Verušić, omnibus in Comtu Csongrad existentibus.
Od nalaza iz doba turske vlasti ovim krajem, Gradski muzej u Subotici u srednjovjekovnoj zbirci sadrži nalaze s Turskog groblja.

## Promet
U Šebešiću se nalazi željeznička postaja. Sljedeća postaja prema jugozapadu je Mirgeš, a prema sjeveroistoku postaja Subotica - predgrađe.
Kod ovog se sela izgrađen nadvožnjak preko puta Subotica - Šebešić, a gradi se nadvožnjak preko pruge Subotica - Sombor (jedan nadvožnjak kod Šebešića premoštava put Subotica - Šebešić)..

## Poznate osobe
- Matko Vuković, antifašistički borac[5]

## Vanjske poveznice
- Panoramio  Arhivirana inačica izvorne stranice od 23. listopada 2016. (Wayback Machine) Šebešić

46°05′10″N 19°35′29″E / 46.086031°N 19.591498°E